# Armstrong Siddeley Lynx

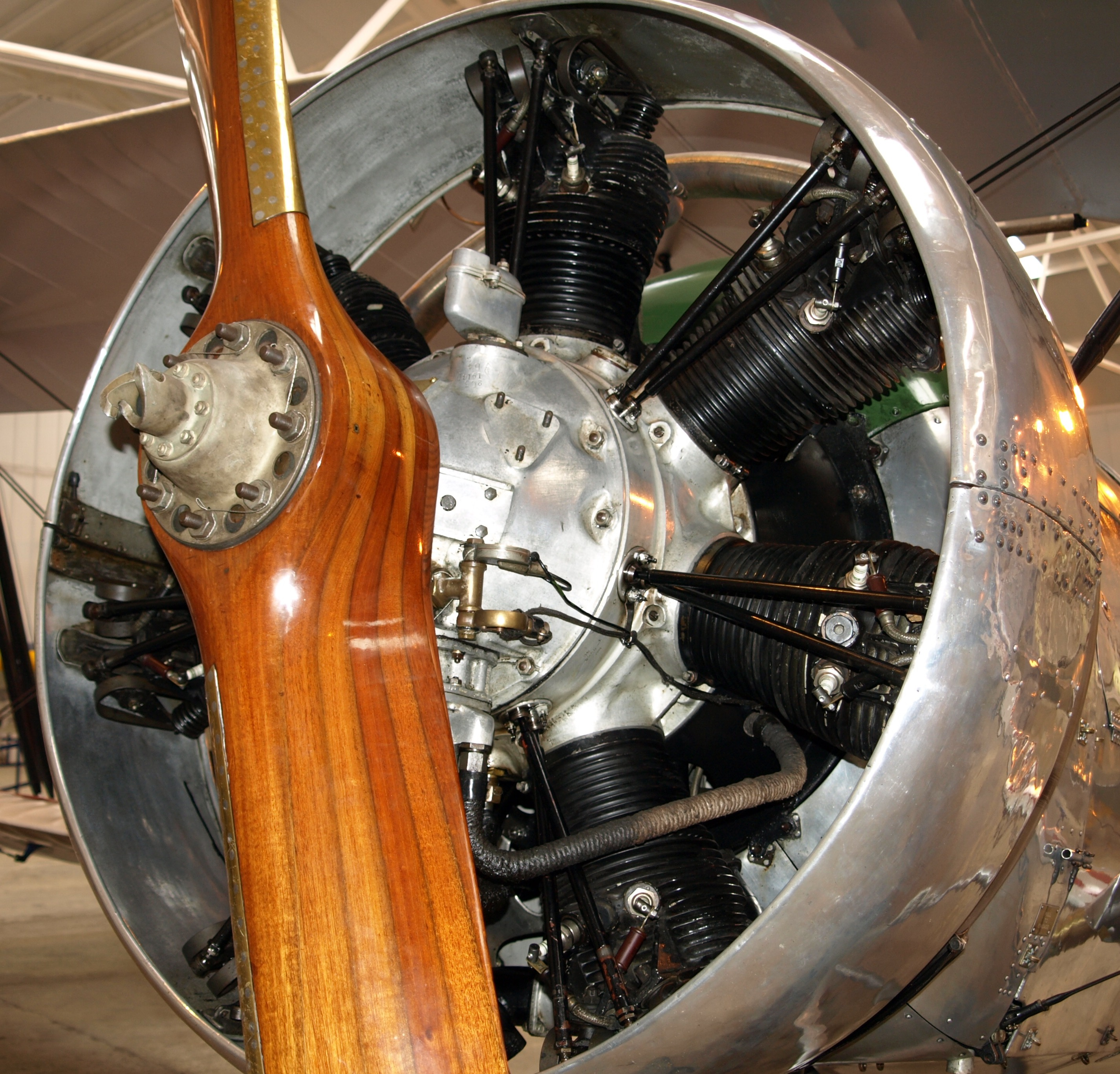
Un Lynx, monté sur un Avro Tutor encore en condition de vol.

L'Armstrong Siddeley Lynx était un moteur d'avion britannique à sept cylindres en étoile, développé par Armstrong Siddeley. Ses tests débutèrent en 1920, et en 1939, 6 000 exemplaires avaient été produits.
En Italie, Alfa Romeo produisit sous licence une version de 200 ch, nommée Alfa Romeo Lynx.

## Versions
Lynx I
1920, 150 ch.
Lynx II
1920, 184 ch.
Lynx III
1924, 200 ch.
Lynx IV
1929, 180 ch.
Lynx IVA
1930, 188 ch.
Lynx IVC
1929, 208/225 ch.
Lynx IV(G)
1929, réducteur d'hélice.
Lynx IV(MOD)
1929, 188 hp, Lynx IV reconditionné et modifie.
Lynx IV(S)
1928, 200 hp, complètement suralimenté.
Lynx V (Lynx Major)
1930, augmentation de l'alésage et course, changement de nom de Lynx V vers Lynx Major puis Cheetah. Effectivement la moitié d'une Panther (en)

## Applications
- Airspeed Courier
- Airspeed Envoy
- Albatros L 68
- Avro 504
- Avro 618 Ten
- Avro Avocet
- Avro 641 Commodore
- Avro 626
- Avro Sea Tutor
- Avro Tutor
- BAT Bantam
- Blackburn Lincock
- Boulton Paul Bittern (en)
- Canadian Vickers Vanessa (en)
- Canadian Vickers Varuna (en)
- Canadian Vickers Vedette
- Cierva C.8 (en)
- de Havilland Hawk Moth (en)

- Fairchild FC-2 (en)
- Fokker C.VII (en)
- Fokker F.VIIA
- Gloster Grouse
- Messerschmitt M 18
- Morane-Saulnier MS.230
- Nieuport-Delage NiD 39 (en)
- RAE Larynx
- Parnall Parasol (en)
- Raab-Katzenstein RK-26 (en)
- Wackett Warrigal (en)
- Saro Cloud
- Saunders-Roe A.17 Cutty Sark
- Supermarine Seamew (en)
- Vickers Vireo (en)
- VL Tuisku (en)
- Westland Wagtail (en)

### Alfa Romeo Lynx
- Breda Ba.19
- Breda Ba.25
- IMAM Ro.10

## Survivants
- un Avro Tutor,  K3215, propulsé par un Lynx IV vole régulièrement à la Shuttleworth Collection (en) et est exposé dans le musée[2].